# Piattaforma di ghiaccio Sulzberger
La piattaforma di ghiaccio Sulzberger (77°00′S 148°00′W) è una piattaforma glaciale lunga circa 137 km e larga circa 50, situata sulla costa di Saunders, nella Terra di Marie Byrd, fra la penisola di Edoardo VII e la penisola Guest, in Antartide.
I ghiacci della piattaforma circondano completamente diverse isole dell'arcipelago Marshall, situate nella sopraccitata baia, mentre di altre occupano solo alcune coste, come la costa orientale dell'isola Vollmer, anch'essa ubicata nella baia di Sulzberger.

## Storia
La piattaforma fu fotografata e grezzamente delineata durante la spedizione antartica Byrd (1928-30) e rinominata in associazione con la baia di Sulzberger di cui ricopre la parte più interna. La baia, scoperta nel 1929 sempre durante la spedizione Byrd, era stata da questo battezzata in onore di Arthur H. Sulzberger, editore del The New York Times e sostenitore di entrambe le spedizioni di Byrd, nel 1928-1930 e nel 1933-1935.

## Distacchi
A distanza di un giorno dal terremoto e maremoto del Tōhoku del 2011, alcuni iceberg si staccarono dalla piattaforma ed in particolare da una regione di essa che non aveva subito distacchi dal 1946. I ricercatori collegarono questi distacchi allo tsunami che raggiunse la struttura in quell'occasione, ad una distanza di circa 13600 km dall'epicentro del terremoto. In totale gli iceberg formatisi avevano una superficie di 125 km2 ed il più grande di loro aveva una superficie paragonabile a quella dell'isola di Manhattan.